# 神奈川県環境農政局
神奈川県環境農政局 （かながわけんかんきょうのうせいきょく）は、神奈川県局設置条例により神奈川県に置かれる知事部局の一つ。

## 分掌事務
1. 公害の防止その他環境の保全に関する事項
2. 農業、林業及び水産業に関する事項

## 組織
- 局長
  - 環境部
    - 環境計画課、資源循環推進課

  - 緑政部
    - 自然環境保全課、水源環境保全課、森林再生課

  - 農政部
    - 農政課、農業振興課、農地課、畜産課、水産課

## 出先機関
- 環境科学センター
- 横浜川崎地区農政事務所
- 自然環境保全センター
- 水産技術センター
  - 内水面試験場
  - 相模湾試験場
- 東部漁港事務所
- 西部漁港事務所
- 農業技術センター
  - 横浜川崎地区事務所
  - 北相地区事務所
  - 三浦半島地区事務所
  - 足柄地区事務所
  - かながわ農業アカデミー
  - 畜産技術所
- フラワーセンター大船植物園
- 県央家畜保健衛生所
- 湘南家畜保健衛生所
- 大野山乳牛育成牧場